# Residència Comunitat Pare Manyanet
La Residència Comunitat Pare Manyanet és un edifici del municipi de Begues (Baix Llobregat) que forma part de l'Inventari del Patrimoni Arquitectònic de Catalunya.

## Descripció
És un edifici aïllat de planta quadrada. Consta de planta baixa i pis. Presenta una composició simètrica de les obertures en totes les façanes. L'accés a l'edifici és a través d'una porxada de pilastres, arcs de mig punt d'ornamentació dentelada, totes elles d'obra vista. L'ornamentació dentelada es repeteix en tots els buits de la façana, en les dues motllures que separen les plantes donant gran harmonia rítmica al conjunt. Les baranes són de ferro forjat. La cornisa és inclinada, de fusta i la teulada, a quatre vessants amb teules ceràmiques verdes. Les persianes són de tipus llibret.

## Història
Aquest edifici va ser donat a la Comunitat del Pare Manyanet, el primer quart de segle xx, per instal·lar-hi una escola. Posteriorment passà a ser habitatge dels religiosos, que imparteixen ensenyança a l'escola propera. La façana de l'edifici està en molt bon estat, ja que fou restaurada als anys vuitanta.